# İsmail Köse
İsmail Köse (* 1. Januar 1996 in Turgutlu) ist ein türkischer Fußballspieler.

## Karriere

### Verein
Köse begann mit dem Vereinsfußball in der Jugendabteilung seines Heimatvereins Turgutluspor. Hier erhielt er 2012 einen Profivertrag und wurde anschließend Teil des Profikaders. Im Laufe der Spielzeit 2012/13 eroberte er sich einen Stammplatz und absolvierte in seiner ersten Saison 22 Ligaspiele, in denen er zwei Mal traf.
Kurz nach der Winterpause der Saison 2013/14 wurde der Wechsel von Köse zu Manisaspor bekanntgegeben. Zwei Jahre später heuerte er bei Göztepe Izmir an. Im Sommer 2016 wurde er an den Drittligisten İnegölspor, im Januar 2017 Gümüşhanespor und im Sommer 2017 an Manisa Büyükşehir Belediyespor ausgeliehen.

### Nationalmannschaft
Köse wurde 2010 für die türkische U-15-Nationalmannschaft entdeckt und zählte fortan zu den ständig nominierten Spielern der türkischen Jugendnationalmannschaften.